# Pilugani
Pilugani – wieś w Rumunii, w okręgu Suczawa, w gminie Poiana Stampei. W 2011 roku liczyła 221 mieszkańców. 